# Гирени (Ботошани)
Гирени (рум. Ghireni) насеље је у Румунији у округу Ботошани у општини Коцушка. Oпштина се налази на надморској висини од 168 m.

## Становништво
Према подацима из 2002. године у насељу је живело 740 становника, од којих су сви румунске националности.